# Rojal (higo)
Rojal es un cultivar de higuera de tipo higo común Ficus carica, bífera (con dos cosechas por temporada, brevas e higos de otoño), de higos de epidermis con color de fondo negro morado con sobre color rojizo. Se cultiva en la colección de higueras de Montserrat Pons i Boscana, en el municipio español de Llucmajor, Islas Baleares.

## Sinonimia
- „Rogeta“ en Sancellas.[3][5][6]
- „Roja Flor“ en las Islas Baleares
- „Rojal“ en Ibiza y Pollensa
- „Negreta“ en Menorca

## Historia
Actualmente la cultiva en su colección de higueras baleares Montserrat Pons i Boscana, rescatada de un ejemplar o higuera madre en "Son Saleta" en el término de Llucmajor, propiedad de Antònia Boscana i Obrador en un valle de "Puig de ses Bruixes"  que tiene una tierra fresca y profunda, compartiendo cultivo con frutales como perales, ciruelos y albaricoqueros.
En cuanto al origen de su denominación nos basamos en el "Libro de Agricultura de Abu-Zacaria" hacia el siglo XII, donde se refiere a la variedad "Hamir" (Roja), que era una higuera de dos cosechas, y por la descripción probablemente es la 'Roja' mallorquina actual, la 'Rojal' ibicenca o la 'Negreta' menorquina.
La variedad 'Rojal' es conocida y cultivada en el término de Pollensa y en la isla de Ibiza.

## Características
La higuera 'Rojal' es una variedad bífera de tipo higo común. Árbol de mediano desarrollo, follaje esparcido con ramas colgando, la parte central de la copa clareando, las hojas se concentran en los extremos de las ramas. Sus hojas con 5 lóbulos (60%) tienden a ser mayoritarias y con 3 lóbulos (40%). Sus hojas con dientes presentes y márgenes serrados, presentan una abundante pilosidad en el envés. 'Rojal' tiene una forma ovoidal tanto en las brevas como en los higos. La yema apical es cónica de color amarillo verdoso.
Los higos 'Rojal' son de unos 26 gramos en promedio, de epidermis delgada de color de fondo negro morado con sobre color rojizo. Ostiolo de 1 a 3 mm con escamas pequeñas rosadas. Pedúnculo de 5 a 10 mm troncocónico verde. Grietas longitudinales escasas y gruesas. Costillas poco marcadas. Con un ºBrix (grado de azúcar) de 27, sabor dulce sabroso, con firmeza media, con color de la pulpa rojo pálido rosado. Con cavidad interna ausente o pequeña. Las brevas son de un inicio de maduración el 25 de junio y los higos sobre el 17 de agosto a 28 de septiembre y de producción media. Son resistentes a la lluvia.

## Cultivo  y usos
'Rojal', es una variedad de higo negro, en la que sus brevas eran utilizadas como alimento de los cerdos cuando todavía no había higos maduros. También muy apreciadas para el consumo humano en fresco. Apto para secado en las dos cosechas. Buen rendimiento productivo tanto en brevas como en higos. Se está tratando de recuperar su cultivo, de ejemplares cultivados en la colección de higueras baleares de Montserrat Pons i Boscana en Llucmajor.